# Dunans Bridge

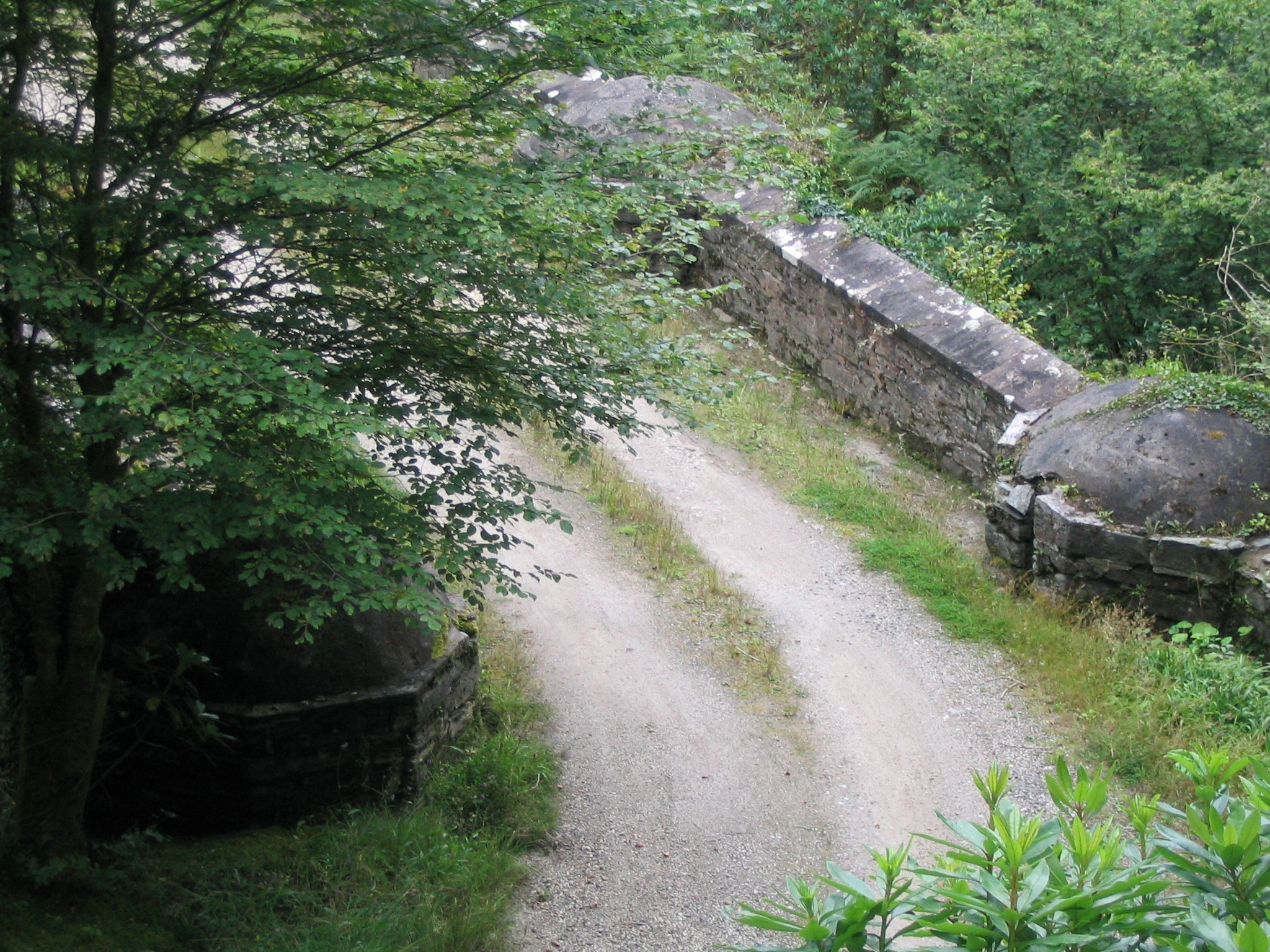
Auffahrt zur Brücke

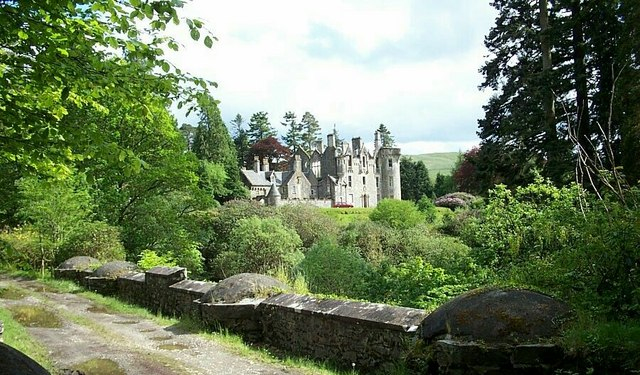
Blick über Dunans Bridge auf Dunans Castle

Die Dunans Bridge ist eine steinerne Bogenbrücke über den Fluss Ruel im Tal Glendaruel auf der schottischen Halbinsel Cowal. Sie bildet die Zufahrt zu dem denkmalgeschützten Schloss Dunans Castle und ist über eine Abzweigung von der A886 zu erreichen.
John Fletcher, 3. of Dunans gab die Dunans Bridge in Auftrag. Als Architekt des im Jahre 1815 fertiggestellten Bauwerks war möglicherweise Thomas Telford für die Planung verantwortlich. 1971 wurde die Brücke in die schottischen Denkmallisten in der höchsten Kategorie A aufgenommen.
Obschon sich Dunans Bridge noch in einem ordentlichen Zustand befindet, ist sie als gefährdetes Bauwerk eingetragen. Als Ausgangspunkt der Gefährdung wird der Pflanzenbewuchs auf der Brücke angegeben, welcher die Substanz schwächen könnte. Außerdem wurden die Pfeilerkappen nicht fachgerecht mit Zement repariert. Die Eigentümer geben an Dunans Bridge zusammen mit dem Schloss restaurieren zu wollen.

## Beschreibung
Die aus Bruchstein gebaute Brücke führt in drei Spitzbögen über den Fluss. Hierbei ist der zentrale Bogen weiter und höher als die äußeren beiden. Die Fahrbahn ist beidseitig durch eine Brüstung begrenzt, die mit einer Kappe aus behauenem Stein verziert ist. Die Brückenpfeiler weisen achteckige Grundrisse auf und schließen oben mit einer runden Kappen ab. Oberhalb des mittleren Bogens sind auf einer eingelassenen Platte das Baudatum und ein Monogramm zu finden.